# Kitáb-i-Aqdas

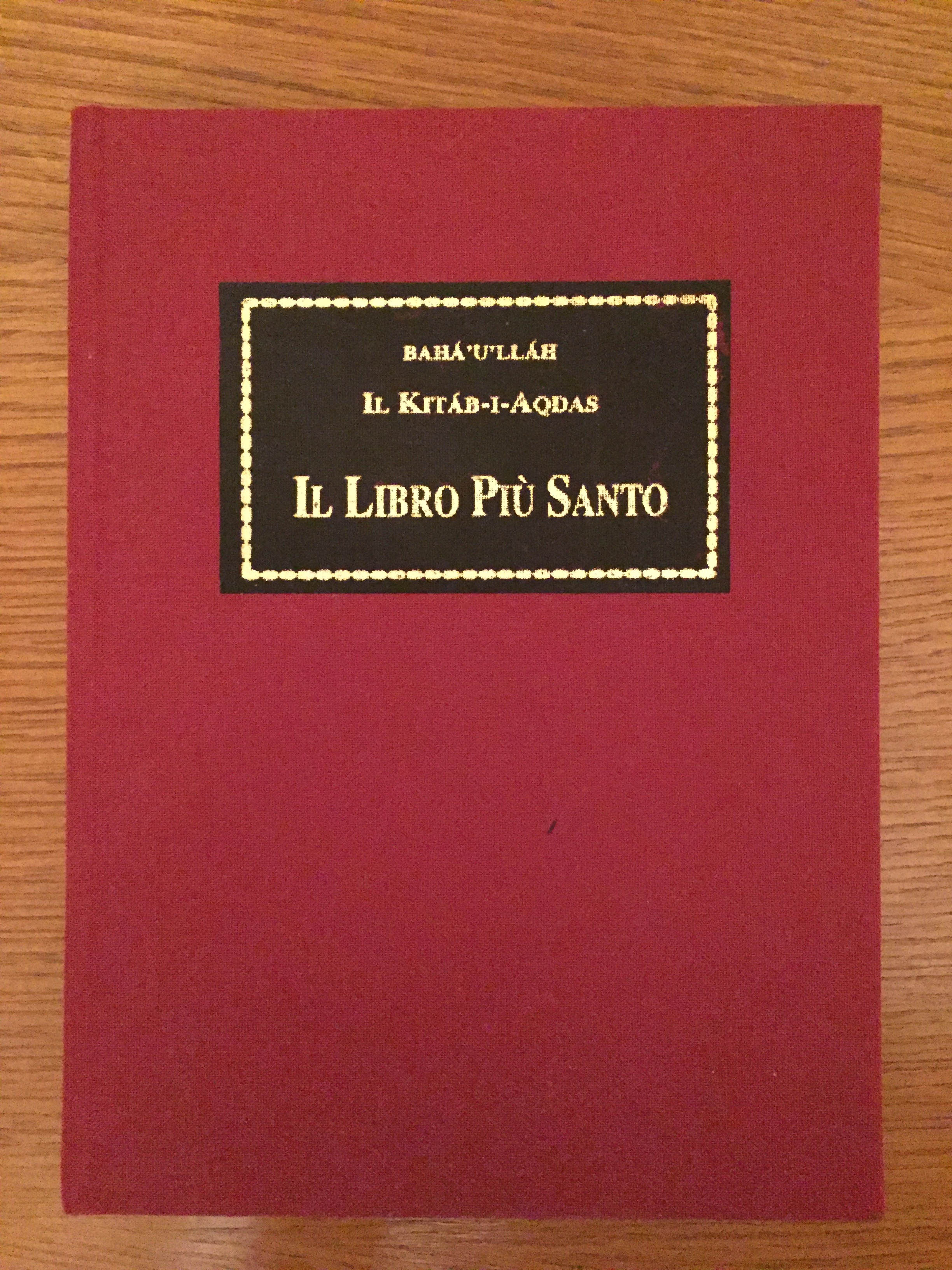
Kitáb-í-Aqdas - Il libro più santo

Il Kitáb-i-Aqdas (letteralmente "Il Libro più Santo") è il testo religioso centrale della Fede bahá'í scritto da Bahá'u'lláh, il fondatore della religione bahá'í, nel 1873. É considerato dai bahá'í divinamente rivelato e rappresenta una parte fondamentale delle scritture della Fede. Sebbene costituisca la  principale fonte delle leggi e delle pratiche baháʼí, il contenuto del testo  affronta anche altri temi, tra cui i principi fondamentali della religione, l'istituzione delle strutture amministrative della Fede, aspetti mistici, norme etiche, principi sociali e le profezie. Nella letteratura baháʼí il KÍtab-i-Aqdas è descritto come il "Libro Madre" degli insegnamenti di Bahá'u'lláh  e come la "Carta della futura civiltà mondiale".

## Etimologia
Il libro fu scritto in arabo con il titolo di al-Kitāb al-Aqdas (in arabo: الكتاب الأقدس),  con il titolo persiano di Ketāb-e Aqdas (in persiano كتاب اقدس‎),  in inglese e in molte altre lingue  è comunemente indicato  con la traslitterazione persiana Kitáb-i-Aqdas, che gli fu dato dallo stesso Bahá'u'lláh.
Il termine Aqdas, è una forma  superlativa derivata dalla radice triconsonantica semitica Q-D-Š, che indica  "santità" o "sacro".  Il testo è talvolta  chiamato "l'Aqdas" o con espressioni come "Libro delle leggi",  "Libro più santo" o "Libro di Aqdas". È considerato  il testo fondamentale degli insegnamenti di Bahá'u'lláh e la base spirituale e normativa  della futura civilità mondiale auspicata dalla Fede bahá'í.

## Storia
Il Kitáb-i-Aqdas fu completato ad Acri attorno al 1873 mentre era ancora imprigionato.  Fu scritto in risposta alle richieste dei credenti sulle leggi di Dio per la nuova religione e sulle indicazioni su come organizzare i loro affari.  Bahá'u'lláh scrisse in seguito che, dopo la composizione iniziale nella Casa di 'Abbúd,  attese per qualche tempo prima di inviarlo ai credenti in Iran.
Bahá'u'lláh fece pervenire alcune copie manoscritte del libro ai bahá'í in Persia, e attorno al 1891 provvide alla pubblicazione del testo originale in arabo a Bombay, in India.
Una copia del Kitáb-i-Aqdas, datata gennaio 1887, scritta a mano da Zaynu'l-Muqarrabín, è conservata presso la British Library. La descrizione della biblioteca afferma: "Le sue copie sono molto apprezzate per la loro accuratezza".
Solo nel 1986 la Casa Universale di Giustizia decise che era arrivato il tempo di procedere alla traduzione in inglese del testo che venne pubblicata nel 1992, anno che segnava il centenario della scomparsa di Bahá'u'lláh.  Negli anni successivi, gradualmente, il libro fu tradotto in  numerose altre lingue, fra le quali la lingua italiana, in swahili, lingua parlata da oltre 200 milioni di persone all'interno e al di fuori dell'Africa  e nel gennaio 2024 è stata pubblicata la prima edizione cartacea del Kitáb-i-Aqdas in polacco.

## Il contenuto
Il Kitáb-i-Aqdas non è solo un libro di leggi, ma un testo complesso che oltre ai temi giuridici tratta di etica, di morale, dell'amministrazione bahá'í, delle pratiche religiose bahá'í, delle leggi penali, dello stato delle persone, di principi sociali, e anche profezie.
Alcune norme e istruzioni del Kitáb-i-Aqdas non sono ancora applicabili alla società attuale, spetta alla Casa Universale di Giustizia indicarne i tempi e le modalità di applicazione. Resta ferma la prospettiva che tutte tali norme si applicheranno gradualmente, infatti Bahá'u'lláh ha stabilito che la loro osservanza debba essere attuata con tatto e saggezza e non dev'essere causa di perturbazione e dissidio. Shoghi Effendi ha chiarito che se una norma bahá'í è in contrasto con la legge di un paese può non essere applicata in quel determinato paese poiché le leggi di qualsiasi paese devono avere priorità sulle norme bahá'í. Alcune norme sono state dettate non per il presente, lasciando la decisione per la loro applicazione alla Casa Universale di Giustizia. L'attuazione della legge bahá'í risiede anzitutto nella coscienza, nella comprensione e nella ragione di ogni bahá'í. Le norme bahá'í non sono considerate prescrittive finché non si aderisce volontariamente alla Fede bahá'í e  l'adesione alla Comunità bahá'í non è subordinata al grado di osservanza di tali norme. Il neofita è incoraggiato ad applicarle  gradualmente, secondo le proprie possibilità.
Fanno parte del Kitáb-i-Aqdas anche i supplementi:
- Domande e risposte: 107 domande, e relative risposte, sottoposte a Bahá'u'lláh da Zaynu'l-Muqarrabin relativamente all'applicazione delle leggi bahá'í.
- Alcuni testi rivelati da Bahá'u'lláh.
- Sinossi e codificazione di leggi e ordinanze, preparato da Shoghi Effendi.
- Note esplicative, della Casa Universale di Giustizia.

Il libro è stato suddiviso nella: Sinossi e Codificazione di Shoghi Effendi, in sei temi principali:
1. La nomina di 'Abdu'l-Bahá come successore di Bahá'u'lláh e interprete dei suoi insegnamenti
2. Anticipazione dell'istituzione del Custodiato
3. L'Istituzione della Casa Universale di Giustizia
4. Leggi, ordinanze ed esortazioni
5. Ammonimenti, rimproveri e avvertimenti specifici
6. Argomenti vari

Inoltre, le leggi sono divise in quattro categorie:
A. Preghiera
B. Digiuno
C. Leggi di stato giuridico personale
D. Leggi, ordinanze ed esortazioni varie

### Le preghiere obbligatorie
Scopo della sacra scrittura e in particolare della preghiera è di trasformare la società partendo dall'intimo del cuore di ogni singola persona valorizzandone i talenti e le qualità spirituali in un armonico modello di fratellanza universale, domiciliando nel profondo dei cuori l'amore e il timor per l'unico Dio: Creatore e Ordinator dei mondi di un universo infinito, e per le Sue ammodernate indicazioni nel più consono, graduale e rinnovato sistema di vivere la vita, presente e futura, personale e sociale. In tal senso la preghiera obbligatoria baha'i è il cibo giornaliero per nutrire l'anima umana, per porla in comunione con Dio e la Sua volontà.
A pagina 23; § 6 del libro Bahá'u'lláh ingiunge la preghiera obbligatoria con nove rak’ah: (nove cicli di recitazioni di versetti appositamente rivelati, accompagnati da una serie prescritta di genuflessioni ed altri movimenti). Successivamente, egli "per motivi di saggezza" ha cambiato tale “Tavola di Preghiere”. Specificando che, qualche anno prima, alcuni scritti sacri, inclusa la preghiera di nove rak’ah, erano state “registrate separatamente" e "spedite via" (pag. 113; risposta alla domanda n. 63).  Poi, nel capitolo 'Note Esplicative' del libro, a pagina 156; § 9, viene spiegato che tale tavola, assieme ad altre tavole, venne rubata, poco dopo l'Ascensione di Bahá'u'lláh, da Muhammad-'Ali, l'Arciviolatore del Suo Patto. Si evidenziò così la grande preveggenza di Bahá'u'lláh e la "saggezza" del perché: "In seguito sono state rivelate queste tre nuove Preghiere obbligatorie"; e chiarendo di conseguenza la ragione per cui: "non fu consegnata ai credenti mentre Egli era in vita" quella originaria, trafugata poi da Muhammad-'Ali, l'Arciviolatore del Suo Patto: come si svelò poi palesemente d'essere.
Il credente è tenuto a recitare a suo piacimento, una tra le tre note preghiere obbligatorie, preceduta da delle abluzioni, cioè  lavando prima le mani e il volto. Le preghiere obbligatorie tra cui scegliere sono quindi tre: una lunga, una media e una breve. La preghiera lunga e media prevedono la recitazione di versetti accompagnati da dei movimenti e posizioni corporali (eretta, con le mani in alto, genuflessa, prostrata, seduta). La preghiera obbligatoria breve è invece composta di poche frasi e non prevede alcun movimento o gesto. Shoghi Effendi spiega che Bahá'u'lláh ha ridotto al minimo riti e formalità nella Fede bahá’í e che le poche forme rimaste - come quelle relative alla preghiera obbligatoria - sono simboli di una realtà interiore. La preghiera obbligatoria breve è stata quindi rivelata per dare maggiore libertà ai credenti che non avvertissero il desiderio di seguire questi gesti. Per consultare il testo delle preghiere obbligatorie vedere pagg. 82-90 del libro. Oltre alla preghiera obbligatoria, il credente, nella giornata, dopo aver lavato le mani ed il viso, deve ripetere 95 volte “Allah-u-Abha”, che significa "Dio il Gloriosissimo". (pag. 26; §18).
Nel periodo del ciclo mestruale, la donna è dispensata dalla preghiera obbligatoria; in sostituzione ad essa, dopo aver eseguito le abluzioni, ella ripeterà 95 volte “Sia glorificato Iddio, Signore dello Splendore e della Bellezza” (pag. 25, § 13). Questo non la esonera dall'obbligo morale di ripetere durante il giorno l’altra formula di 95 volte “Allah-u-Abha”. I bahá'í usano diversi metodi per tale conta: alcuni usano una specie di rosario con 95 grani, altri usano un semplice sistema manuale di conteggio, consolidato dalla tradizione.

### Il matrimonio
- Bahá'u'lláh nel Kitáb-i-Aqdas scrive: "Badate di non prendere più di due mogli. Chi si accontenta di una sola compagna fra le ancelle di Dio, entrambi vivranno in pace" (pag. 39, § 63). L'interprete da lui designato ai chiarimenti: ‘Abdu’l-Bahá, (come riportato nella nota n° 89 a pag. 195) spiega che poiché la bigamia è condizionata alla giustizia, e poiché ogni tipo di giustizia con due mogli è impossibile, di fatto la bigamia non è concessa e dev'essere praticata solo la monogamia[10].
- Bahá'u'lláh condiziona il matrimonio al consenso dei quattro genitori se viventi, qualsiasi età abbiano gli sposi (pag. 39/40; § 65). Ciascuno dei quattro genitori "desiderando instaurare amore, unità e armonia" ha quindi il diritto di negare il consenso, precludendo così la celebrazione del matrimonio baha'i.
- Diversamente da quanto stabilito negli scritti baha'i, nella tradizione islamica, al momento del matrimonio, si stabilisce la somma che lo sposo dovrà versare alla sposa nel caso che egli decidesse poi il divorzio. Tale somma dovrebbe servire alla donna per vivere nel tempo necessario a trovare una nuova sistemazione (lavoro o altro marito).

Bahá'u'lláh quantifica la “dote baha'i” in 19 mithqal (un mithqual = 3,64 grammi) d’oro, se gli sposi abitano in città, e 19 mithgal di argento se gli sposi abitano in campagna. In termini più immediatamente comprensibili, la somma in oggetto attualmente vale circa 3500 € per la città e di appena 44 € in campagna. È possibile incrementare la suddetta quantità fino ad un massimo di 95 mithqal (pagg. 198-199;§§ 93,94,95).

### Temi controversi
Dei contenuti del Kitáb-i-Aqdas, come ad esempio la successione testamentaria ed altri, non sempre sono condivisi da parte di non bahá'í. In ambito testamentario ogni bahá'í dispone e destinerà a piacere la sua eredità, in quanto Bahá'u'lláh: "afferma chiaramente che ogni persona ha pieno titolo sulla sua proprietà ed è libera di stabilire come il suo patrimonio dovrà essere suddiviso e di designare nel testamento coloro che, bahá'í o no, dovranno ereditare"  (note, pag 170, n. 38). Quindi solo in caso di successione 'ab intestato' cioè senza alcun testamento scritto, e allorché in futuro sarà valida una specifica legislazione bahá'í; 
allora, in un dialogo ipotetico che riguarda l'uguaglianza (non l'omogeneità) tra uomo e donna, che è uno dei principi fondamentali della Fede bahá'í, si andrà a cercar di capire il perché di una distinzione di genere in quanto alcuni paragrafi indicano una distinzione tra i figli. Ad esempio sulla divisione dell'eredità i maschi ricevono una quota maggiore rispetto alle femmine (pag. 27; § 20); l'abitazione principale del defunto viene assegnata al primogenito maschio (pag.28; § 25); nel caso di possesso di più di una casa gli spetterà quella personale del padre "più bella e più nobile" (pag. 171; § 38); È bene ribadire che Bahá'u'lláh prescrive ai Bahai di redigere loro il testamento, e in questo hanno la completa libertà di disporre come desiderano dei propri beni. Bahá'u'lláh indica una particolare forma ereditaria nei casi di successione in assenza di testamento. e che solo uomini possono essere membri della Casa Universale di Giustizia (pag. 191; § 80). D'altra parte Bahá'u'lláh afferma: "Eccelso, oltremodo eccelso è Colui Che ha rimosso le differenze e portato l’armonia. Glorificato, infinitamente glorificato è Colui Che ha fatto cessare la discordia e decretato la solidarietà e l’unità. Sia lodato Iddio, la Penna dell’Altissimo ha abolito ogni distinzione fra i Suoi servi e le Sue ancelle e, mercé i Suoi perfetti favori e la Sua misericordia che tutto pervade, ha conferito a tutti stadio e rango sullo stesso piano. Con la spada della parola Egli ha stroncato le vane immaginazioni e con l’onnipresente potere della Sua possanza ha cancellato i pericoli delle oziose fantasie". 'Abdu'l-Bahá, interprete designato da Bahá'u'lláh, sottolinea il principio della parità di diritti tra uomo e donna in molti dei suoi scritti e afferma che se una famiglia non ha i mezzi sufficienti per provvedere all'educazione di tutti i figli dovrà dare priorità all'educazione delle femmine, in quanto loro saranno le future madri.
Riguardo al tema della libertà, Bahá'u'lláh sostiene: "Chiunque oltrepassi i limiti della moderazione cessa d'esercitare una benefica influenza. Riflettete, per esempio, su valori come la libertà, la civiltà e simili. Per quanto buoni possano essere considerati da molte persone intelligenti, pure, se spinti all'eccesso, possono esercitare sugli uomini un'influenza deleteria...". In un altro passo scrive: “gli uomini chiedono quel che li danneggia e rigettano quel che li avvantaggia”  (pag.56; §122); poi nel punto successivo (123): “La libertà conduce necessariamente alla sedizione, le cui fiamme nessuno può spegnere” e poi prosegue con le seguenti parole: “Sappiate che personificazione e simbolo della libertà è l’animale. Quel che si addice all’uomo è la sottomissione a tali limitazioni che lo proteggano dalla sua stessa ignoranza e lo difendano dall’insidia dei malevoli”. Nel punto successivo (124), così si esprime: “Considerate gli uomini come un armento di pecore che ha bisogno della protezione di un pastore. Questa è la verità, l’indiscutibile verità. Noi approviamo la libertà in alcune circostanze e rifiutiamo di sanzionarla in altre. In verità, siamo l’Onnisciente.” ed infine, nel punto (125) Bahà'u'llàh esprime la sua visione sulla "vera libertà" in questo modo: “Dì: Per quanto non lo sappiate, la vera libertà consiste nella sottomissione dell’uomo ai Miei comandamenti. Se gli uomini osservassero quel che inviammo loro dal Cielo della Rivelazione, sicuramente otterrebbero la perfetta libertà. Felice colui che ha compreso lo Scopo di Dio in tutto ciò che Egli ha rivelato dal Paradiso del Suo Volere, che pervade tutto il creato! Dí: la libertà che vi giova non si trova altrove che nel completo asservimento a Dio, l’Eterno Vero. Chiunque ne abbia gustata la dolcezza rifiuterà di barattarla per tutti i regni della terra e del cielo”. I bahá'í, seguendo gli insegnamenti di Bahá'u'lláh, non partecipano ad alcun movimento politico partitico, non aderiscono a scioperi, proteste organizzate e qualsiasi altra manifestazione di natura partitica, ma operano nel facilitare ciò che ritengono sia il bene di tutta l'umanità.
Premesso che il ruolo individuale è nel totale perdono, invece la Comunità, o il futuro Stato, oltre ad avere il diritto/dovere di punire, deve sforzarsi e impegnarsi con massimo zelo per ottenere che le anime tutte siano correttamente educate. Riguardo alle norme penali sociali, viene decretato esilio e reclusione per i ladri, precisando che alla terza trasgressione il ladro dovrà essere segnato sulla fronte. Subito dopo Bahá'u'lláh raccomanda di non trascurare questo decreto per compassione (pag.34;§ 45). Non si distingue qui il furto dalla rapina. Si stabilisce di bruciare vivo chi intenzionalmente dà fuoco a una casa oppure di condannarlo all'ergastolo (pag. 39; § 62) precisando che: "c'è un'enorme differenza nell'entità della trasgressione fra una persona che brucia un magazzino vuoto e una che mette a fuoco una scuola piena di bambini" (pag. 194; § 86). Alcune note del testo spiegano che l’applicazione delle leggi del Kitáb-i-Aqdas potrà modificarsi nel corso dei secoli, in base alle condizioni del momento. In particolare nelle note numero 70 e 71; Bahá'u'lláh afferma che la determinazione dell'entità della pena sarà in base alla gravità delle varie tipologie di trasgressioni, e il dare giuste indicazioni spetterà alla Casa Universale di Giustizia (D&R 49). Le varie punizioni vanno ben intese per una futura condizione della società, quando saranno applicate e integrate dalla Casa Universale di Giustizia e "Il segno da porre sulla fronte del ladro serve ad avvertire gli altri delle sue inclinazioni. Tutti i dettagli concernenti la natura del segno, il modo in cui dev'essere applicato, il tempo per cui dev'essere portato, le circostanze nelle quali può essere rimosso, nonché la gravità dei vari gradi di furto sono stati lasciati da Bahá'u'lláh alla Casa Universale di Giustizia da decidere nel momento in cui la legge sarà applicata". Inoltre ‘Abdu’l-Bahá spiega che agli individui si addice il perdono e non hanno il diritto di vendicarsi, che la vendetta è disprezzata agli occhi di Dio e che il motivo della punizione sociale non è la vendetta, ma l’imposizione di una pena per la trasgressione commessa. Sul tema della violenza, numerosi sono i passi in cui Bahá'u'lláh sancisce la sua proibizione: "Abbiamo consigliato tutti i popoli, con linguaggio chiarissimo ed eloquente, di adornare i loro caratteri con fidatezza e devozione e con qualità apportatrici di elevazione dello stadio dell'uomo nel mondo dell'essere. Questo Vilipeso attesta che lo scopo per cui gli uomini mortali sono entrati nel regno dell'essere dall'assoluta inesistenza è che potessero lavorare per il miglioramento del mondo e vivere insieme in Concordia e armonia. Dissensi e conflitti sono sempre stati, e sempre saranno, rifiutati da Dio. I Libri, le Scritture e gli scritti Sacri di età trascorse hanno tutti proclamato la lieta novella che lo scopo fondamentale di questa potentissima Rivelazione non è altro che la riabilitazione del mondo e delle sue nazioni affinché, per avventura, il potere della parola prevalga su quello delle armi e gli affari del mondo siano amministrati con la forza dell'amore".